# سادی (بخش اول)
«سادی (بخش اول)» (به انگلیسی: ‎Sadeness (Part I)‎)، آهنگی از پروژه موسیقی انیگما و محصول سال ۱۹۹۰ است. این تک‌آهنگ، اولین از چهار تک‌آهنگی بود که به وسیلهٔ انیگما عرضه شد.

## تاریخچه
«سادی» در عرضهٔ تک‌آهنگی‌اش در آلمان، «سادی (بخش اول)» (Sadeness (Part I)) و در بریتانیا و ژاپن، «غم، بخش اول» (Sadness Part I) نام گرفت. «سادی (بخش اول)» یک تک‌آهنگ مربوط به امری نفسانی همراه ضربت موسیقی پی‌درپی است که پیرامون «سؤال پرسیدن» شهوت‌های جنسی مارک دو ساد بنا شده‌است، به همین دلیل نام آلمانی که تک‌آهنگ با آن عرضه شد یعنی «Sadeness» در مقابل نام انگلیسی «Sadness» می‌باشد. واژهٔ «Sadness» به معنای حزن و دل‌تنگی است و این در حالی است که واژه‌ای که به صورت «Sadeness» نوشته می‌شود در هیچ فرهنگ لغتی وجود ندارد و از نام مارکی دو ساد گرفته شده.

## متفرقه
در ۱۶ اکتبر ۲۰۰۲، BBC Concert Orchestra که به وسیلهٔ ان دادلی رهبری می‌شد، نسخه‌ای زنده از «سادی (بخش اول)» را اجرا کردند.
این آهنگ در فیلمی کوتاه و حرکت آهسته از دومین فصل «Chappelle's Show» قرار گرفت. هم‌چنین در موسیقی پس‌زمینهٔ فیلم‌هایی چون فرشتگان چارلی و خروجی به عدن استفاده شد.
شبکهٔ وی‌ایچ۱ در برنامهٔ Top ۱۰–۱۹۹۱ که درحقیقت ده آهنگ برتر سال ۱۹۹۱ بود، نام ترانه را به صورت Sadness (مطابق نسخه منتشر شده در بریتانیا و ژاپن) به کار برد و رتبه‌ای بهتر از هشتمی به این تک‌آهنگ نداد.

## نماهنگ
ویدئوی این ترانه، یک دانش‌پژوه (یا ادیب یا مشابه) را که احتمالاً به مارک دو ساد ربط دارد نشان می‌دهد؛ کسی که در حین نوشتن روی میز اتاقش به خواب می‌رود… و رؤیایی خارق‌العاده، اغواکننده و روشن‌فکرانه دارد. دانش‌پژوه، خود را سرگردان در میان خرابه‌های کلیسای جامع می‌یابد. او به دروازه‌های جهنم اثر آگوست رودن، مجسمه‌ساز فرانسوی، می‌رسد که احتمالاً بر اساس تم آلبوم همان «در فراموش‌شده» است. در همان هنگام که مرد جوان بدون ابهام و بغرنجی نگاه می‌کند، زن جوان زیبایی را پشت آن می‌بیند. آن زن، سرودهای اصلی ترانه را با شیوه‌ای اغواکننده به او می‌خواند. «ساد به من بگو» «ساد به من بده». مرد برمی‌گردد و سعی می‌کند که فرار کند اما نسبت به شهوات خود نرم می‌شود و «قفل‌شده» به سوی در بازمی‌گردد. در این زمان، مرد جوان از رؤیا برمی‌خیزد و با عصبانیت به اطراف نگاه می‌کند، اما تنها نوری را که از پنجرهٔ اتاقش به سوی او می‌تابد، می‌یابد.

## جدول موسیقی
تک‌آهنگ «سادی (بخش اول)» به رتبهٔ یک در ۲۴ کشور رسید و با فروش بیش از هفت میلیون به یکی از پرفروش‌ترین آهنگ‌های گونهٔ عصر نو در همهٔ زمان‌ها تبدیل شد. در آوریل ۱۹۹۱ در ایالات متحده آمریکا، به رتبهٔ ۵ در بیلبورد هات ۱۰۰ که جدول تک‌آهنگ‌ها محسوب می‌شود رسید و به بالاترین رتبه‌ای که یک آهنگ غیر آمریکایی در دوران متأخر به آن رسیده بود دست یافت. تک‌آهنگ «سادی (بخش اول)» در ایالات متحده آمریکا بیش از یک میلیون فروش کرد و به درجهٔ پلاتین رسید.

## فهرست آهنگ‌ها
- سی دی تک‌آهنگی چهار ترانه‌ای برای بریتانیا

1. «Sadness Part I» (Radio Edit) – ۴:۱۷
2. «Sadness Part I» (Extended Trance Mix) – ۵:۰۴
3. «Sadness Part I» (Meditation Mix) – ۳:۰۱
4. «Sadness Part I» (Violent US Remix) – ۵:۰۳

- سی دی تک‌آهنگی پنج ترانه‌ای برای ایالات متحده آمریکا

1. «Sadeness Part I» (Violent US Remix) – ۵:۰۳
2. «Sadeness Part I» (Meditation Mix) – ۳:۰۱
3. «Sadeness Part I» (Extended Trance Mix) – ۵:۰۴
4. «Sadeness Part I» (Radio Edit) – ۴:۱۷
5. «Introit: Benedicta sit sancta Trinitas» – ۳:۰۴

- سی دی تک‌آهنگی دو ترانه‌ای تبلیغی برای ژاپن

1. «Sadness Part I» (Ebi-Kuma Mix)
2. «Sadness Part I» (Meditation Mix)

- کاست ۷ اینچی تک‌آهنگی دوترانه‌ای برای فرانسه

1. «Sadeness Part I» (Radio Edit) – ۴:۱۷
2. «Sadeness Part I» (Meditation Mix) – ۲:۵۷